# Michel Goulet (hockey sur glace)
Pour les articles homonymes, voir Michel Goulet et Goulet.
Temple de la renommée : 1998
Michel Goulet (né le 21 avril 1960 à Péribonka au Québec, Canada) est un joueur de hockey professionnel. 

## Carrière
Goulet est le 1er choix des Nordiques de Québec au repêchage d’entrée dans la LNH de 1979.
Michel Goulet termine sa carrière avec les Nordiques de Québec avec 456 buts, 489 passes et 945 points en 813 parties. Il est ensuite échangé aux Blackhawks de Chicago où il ajoute 177 points et dépasse le nombre de 1000 matchs joués dans la LNH.

## Honneurs et Hommages
Son numéro 16 est retiré par les Nordiques le 16 mars 1995 lors de la saison 1994-1995, avant la rencontre les opposant aux Penguins de Pittsburgh. Ce soir là, les Nordiques sont la meilleure équipe de toute la ligue tandis que les Penguins sont seconds. Jean-François Sauvé lui remet son chandail et la cérémonie se termine par des coups de canons tirés par des soldats en uniforme français du XVIIIe siècle.[réf. nécessaire]
Il est admis au Temple de la renommée du hockey le 16 novembre 1998.
En 2021, la municipalité de Péribonka, sa ville d'origine, lui rend hommage en nommant une caserne de pompiers, la Caserne 16 Michel Goulet.

## Vie personnelle
De 2010 à 2016, il est dépisteur professionnel pour les Flames de Calgary. Dès la saison 2017-2018, il fait le même travail pour les Ducks d'Anaheim.

## Statistiques
Pour les significations des abréviations, voir Statistiques du hockey sur glace.
| Saison     | Équipe                | Ligue      |       | Saison régulière | Saison régulière | Saison régulière | Saison régulière | Saison régulière |    | Séries éliminatoires | Séries éliminatoires | Séries éliminatoires | Séries éliminatoires | Séries éliminatoires |
| Saison     | Équipe                | Ligue      | PJ    | B                | A                | Pts              | Pun              | PJ               | B  | A                    | Pts                  | Pun                  |                      |                      |
| 1976-1977  | Remparts de Québec    | LHJMQ      | 37    | 17               | 18               | 35               | 9                |                  |    |                      |                      |                      |                      |                      |
| 1977-1978  | Remparts de Québec    | LHJMQ      | 72    | 73               | 62               | 135              | 109              |                  |    |                      |                      |                      |                      |                      |
| 1978-1979  | Bulls de Birmingham   | AMH        | 78    | 28               | 30               | 58               | 65               | --               | -- | --                   | --                   | --                   |                      |                      |
| 1979-1980  | Nordiques de Québec   | LNH        | 77    | 22               | 32               | 54               | 48               | --               | -- | --                   | --                   | --                   |                      |                      |
| 1980-1981  | Nordiques de Québec   | LNH        | 76    | 32               | 39               | 71               | 45               | 4                | 3  | 4                    | 7                    | 7                    |                      |                      |
| 1981-1982  | Nordiques de Québec   | LNH        | 80    | 42               | 42               | 84               | 48               | 16               | 8  | 5                    | 13                   | 6                    |                      |                      |
| 1982-1983  | Nordiques de Québec   | LNH        | 80    | 57               | 48               | 105              | 51               | 4                | 0  | 0                    | 0                    | 6                    |                      |                      |
| 1983-1984  | Nordiques de Québec   | LNH        | 75    | 56               | 65               | 121              | 76               | 9                | 2  | 4                    | 6                    | 17                   |                      |                      |
| 1984-1985  | Nordiques de Québec   | LNH        | 69    | 55               | 40               | 95               | 55               | 17               | 11 | 10                   | 21                   | 17                   |                      |                      |
| 1985-1986  | Nordiques de Québec   | LNH        | 75    | 53               | 51               | 104              | 64               | 3                | 1  | 2                    | 3                    | 10                   |                      |                      |
| 1986-1987  | Nordiques de Québec   | LNH        | 75    | 49               | 47               | 96               | 61               | 13               | 9  | 5                    | 14                   | 35                   |                      |                      |
| 1987-1988  | Nordiques de Québec   | LNH        | 80    | 48               | 58               | 106              | 56               | --               | -- | --                   | --                   | --                   |                      |                      |
| 1988-1989  | Nordiques de Québec   | LNH        | 69    | 26               | 38               | 64               | 67               | --               | -- | --                   | --                   | --                   |                      |                      |
| 1989-1990  | Nordiques de Québec   | LNH        | 57    | 16               | 29               | 45               | 42               | --               | -- | --                   | --                   | --                   |                      |                      |
| 1989-1990  | Blackhawks de Chicago | LNH        | 8     | 4                | 1                | 5                | 9                | 14               | 2  | 4                    | 6                    | 6                    |                      |                      |
| 1990-1991  | Blackhawks de Chicago | LNH        | 74    | 27               | 38               | 65               | 65               | --               | -- | --                   | --                   | --                   |                      |                      |
| 1991-1992  | Blackhawks de Chicago | LNH        | 75    | 22               | 41               | 63               | 69               | 9                | 3  | 4                    | 7                    | 6                    |                      |                      |
| 1992-1993  | Blackhawks de Chicago | LNH        | 63    | 23               | 21               | 44               | 41               | 3                | 0  | 1                    | 1                    | 0                    |                      |                      |
| 1993-1994  | Blackhawks de Chicago | LNH        | 56    | 16               | 14               | 30               | 26               | --               | -- | --                   | --                   | --                   |                      |                      |
| Totaux LNH | Totaux LNH            | Totaux LNH | 1 089 | 548              | 604              | 1 152            | 823              | 92               | 39 | 39                   | 78                   | 110                  |                      |                      |